# Flygkrigshögskolan
Flygkrigshögskolan (FKHS) var en militärhögskola inom svenska flygvapnet som verkade i olika former åren 1939–1961. Skolan var förlagd i Karlbergs slott i Solna.

## Historik
Kungliga Flygkrigshögskolan (FKHS) var en 1939 inrättad och till Stockholms garnison förlagd, direkt under Chefen för Flygvapnet lydande militär högskola. Flygkrigshögskolan uppgick den 1 oktober 1961 i Militärhögskolan (MHS).
Flygkrigshögskolan skall ej förväxlas med Flygvapnets krigshögskola (F 20), från 1982 namn på den vid Krigsflygskolan (F 5) 1942 inrättade Flygkadettskolan, vilken 1944 flyttades till Uppsala, och senare blev Flygvapnets Uppsalaskolor (F 20).

## Verksamhet
Från starten gavs högre kurser i stabstjänst eller teknisk stabstjänst på ett år och från 1942 allmän kurs på sex månader. Den sistnämnda kursen var obligatorisk för samtliga officerare inom Flygvapnet (dock ej för intendenturpersonal) och de högre kurserna gav teoretisk behörighet för högre befattningar.

## Skolchefer
- 1939–1941: Bengt Nordenskiöld
- 1941–1942: John Stenbeck
- 1942–1944: Nils Lindquist
- 1944–1945: Karl Silfverberg
- 1945–1947: Gustaf Adolf Westring
- 1947–1949: Björn Bjuggren
- 1949–1957: Björn Lindskog
- 1957–1961: Hugo Svenow

## Namn, beteckning och förläggningsort
| Kungl. Flygkrigshögskolan | 1939-??-?? | – | 1961-09-30 |

| FKHS | 1939-??-?? | – | 1961-09-30 |

| Karlbergs slott (F) | 1939-??-?? | – | 1961-09-30 |